# Bahnhof Babenhausen (Hessen)
Der Bahnhof Babenhausen (Hessen) (bahnamtlich: Babenhausen (Hess)) ist ein Kreuzungsbahnhof am Schnittpunkt der Rhein-Main-Bahn und der Odenwaldbahn in Babenhausen.

## Geschichte

### Anlagen
Der Bahnhof wurde für die Rhein-Main-Bahn erbaut und am 25. Dezember 1858 in Betrieb genommen. 1870 kam der südliche Streckenast der Odenwaldbahn, zunächst bis Groß-Umstadt, später im gleichen Jahr bis Wiebelsbach-Heubach (heute: Bahnhof Groß-Umstadt Wiebelsbach) hinzu. Der Streckenast nach Hanau Ost (heute: Hanau Hauptbahnhof) wurde 1882 angeschlossen.
Noch vor dem Beginn des Ersten Weltkriegs begannen aufgrund ansteigenden Verkehrs am Bahnhof große Umbaumaßnahmen. Sie wurden zunächst von der „Bauabteilung Darmstadt“, deren Hauptaufgabe der Bau des neuen Darmstädter Hauptbahnhofs war, mit geleitet. Nachdem diese zum 31. März 1914 aufgelöst wurde, nahm die Aufgabe das Eisenbahnbetriebsamt 1 in Darmstadt wahr. Die Gleise wurden etwa 5 m höher gelegt, die Bahnübergänge an der Aschaffenburger und an der Darmstädter Straße geschlossen, dafür neben dem Empfangsgebäude eine Unterführung zur heutigen B 26 eingerichtet. Die Arbeiten konnten 1928/1929 abgeschlossen werden. 1944 wurden die Bahnanlagen durch Luftangriffe mehrmals beschädigt. 1960 begann auf der Rhein-Main-Bahn der elektrische Betrieb, 1968 wurde das Zentralstellwerk südlich der Gleise eröffnet. 2013 erhielt der Bahnhof barrierefrei erreichbare, neue Bahnsteige, die jetzt mit Fahrstühlen erreichbar sind.

### Empfangsgebäude
Das Empfangsgebäude stammt noch aus der Anfangszeit von 1858. Es ist aus hellem Sandstein im Rundbogenstil errichtet und dem Empfangsgebäude in Dieburg sehr ähnlich. Der Mittelteil ist giebelständig, dreigeschossig und dreiachsig, wobei sich die drei Achsen im Obergeschoss in fünf kleinere Fenster auflösen. Links und rechts des Mittelteils steht je ein eingeschossiger, ebenfalls dreiachsiger aber traufständiger Seitenflügel. Das Empfangsgebäude ist ein Kulturdenkmal nach dem Hessischen Denkmalschutzgesetz. Aufgrund des 1915 höher gelegten Bahndamms scheint das Empfangsgebäude gleisseitig „versunken“. Die Gelegenheit wurde aber genutzt, die Bahnsteige mit einem Fußgängertunnel zu versehen, der straßenseitig ebenerdig mündet, früher im Empfangsgebäude.
2003 wurde die Fahrkartenausgabe geschlossen, kurz darauf auch Gaststätte und Kiosk. Das Empfangsgebäude wurde 2004 verkauft und wechselte dann mehrmals den Eigentümer. 2009 wurde die ehemalige Fahrkartenausgabe zu einem Kiosk umgebaut. Hier sind Zeitschriften, Getränke und Snacks erhältlich. In der ehemaligen Gaststätte wurde 2016 eine Shisha-Lounge eröffnet.

### Bezeichnung
Der Bahnhof wurde unter der Bezeichnung Babenhausen eröffnet. 1904 wurde er in Babenhausen (Hessen) umbezeichnet.

## Infrastruktur

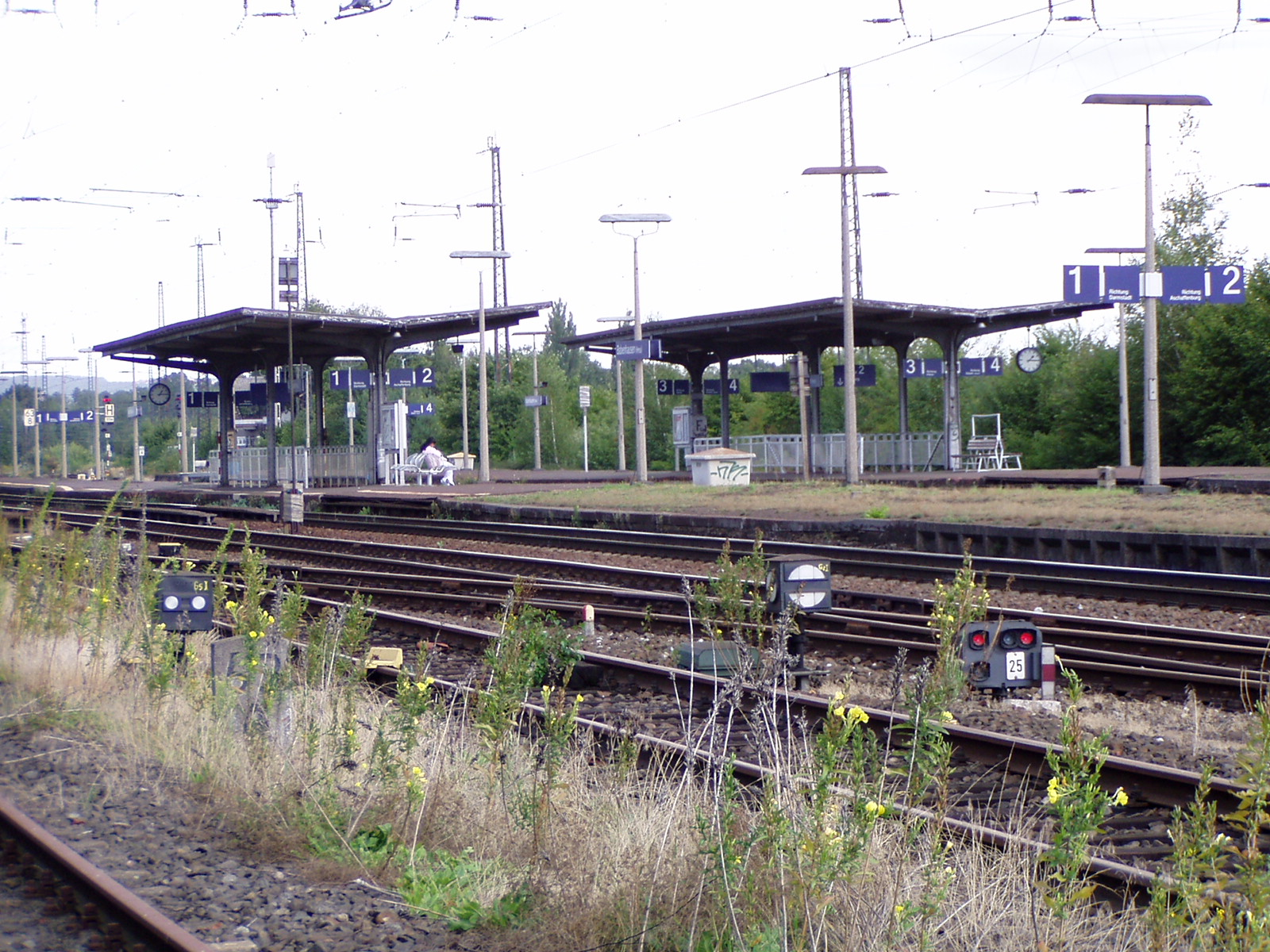
Gleisvorfeld vor dem Umbau

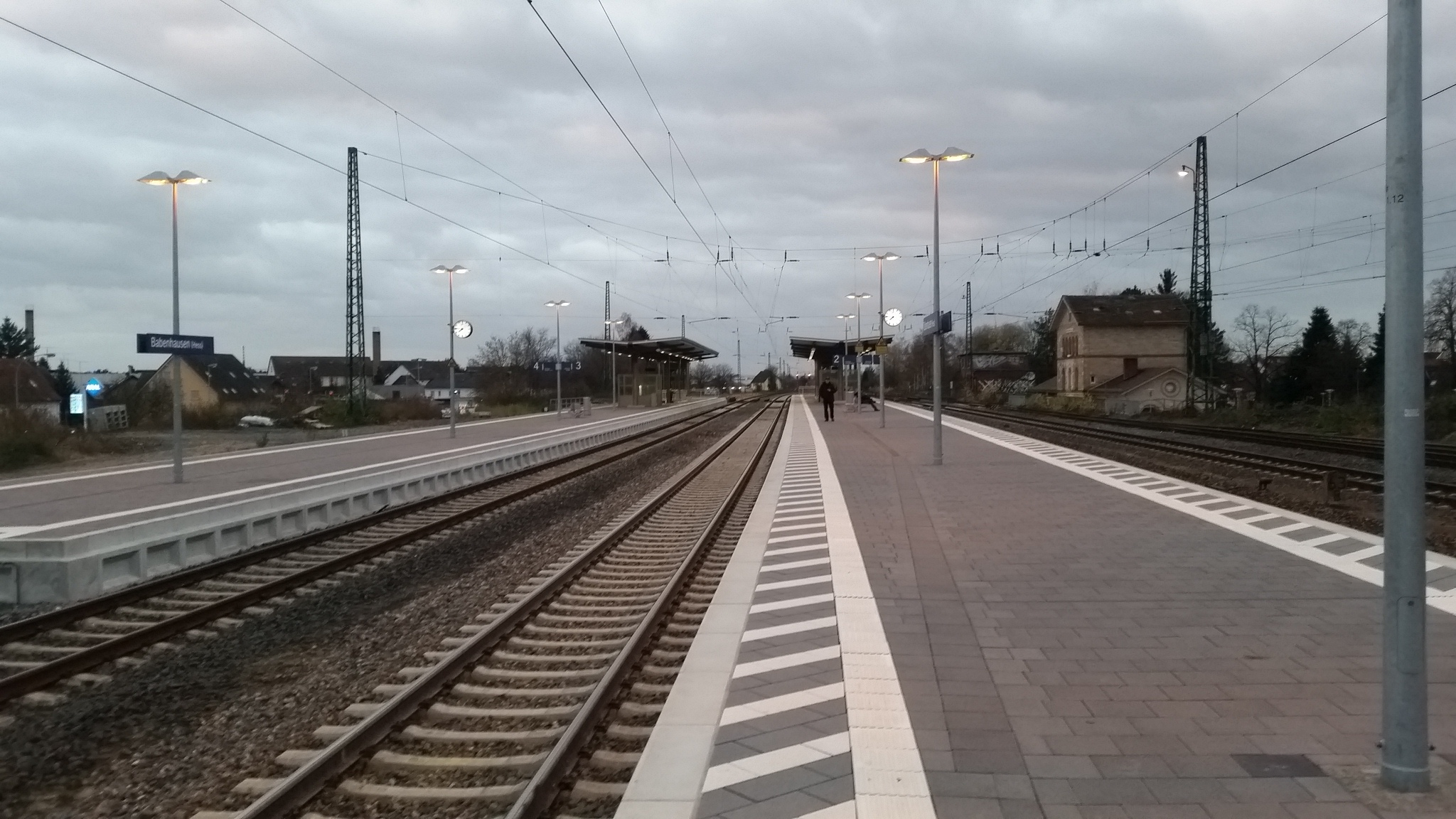
Bahnsteige seit dem Umbau (links die Odenwaldbahn, rechts die Rhein-Main-Bahn)

Die Gleise der Strecken verlaufen im Bahnhof im Linienbetrieb, die Gleise der Rhein-Main-Bahn liegen nördlich der Odenwaldstrecke. Auf der eingleisigen Odenwaldbahn wird der Bahnhof planmäßig für Zugbegegnungen genutzt. Die Bahnsteige befinden sich jeweils in Insellage zwischen den Gleisen, der Zugang zu den Gleisen ist nur durch die Unterführung möglich. Am östlichen Bahnhofskopf wird das Gleis der Odenwaldbahn nach Hanau höhenfrei über die Rhein-Main-Bahn geführt. In Richtung Dieburg gibt es zusätzliche Überholgleise, die zur Überholung von Güterzügen genutzt werden.
Im nordöstlichen Teil des Bahnhofs befindet sich der ehemals umfangreiche Güterbahnhof. Er besaß früher erhebliche Bedeutung für die hier stationierten Einheiten der US Army, wird aber heute nur noch in geringem Umfang genutzt, z. B. zur Holzverladung. Das Gleis, das aus Richtung Hanau in den Güterbahnhof führte, wurde 2007 stillgelegt.

## Verkehrliche Bedeutung

### Schienenverkehr
In Babenhausen kreuzen sich Rhein-Main-Bahn und Odenwaldbahn. Hier verkehren folgende Linien:
| Linie | Verlauf | Takt                                                        | Betreiber      |
| ----- | --- | ----------------------------------------------------------- | -------------- |
| RB 75 | Rhein-Main-Bahn: Wiesbaden Hbf – Mainz Hbf – Mainz Römisches Theater – (Mainz-Gustavsburg –) (stündlich) Mainz-Bischofsheim – Nauheim (b Groß Gerau) – Groß Gerau – Klein-Gerau – Weiterstadt – Darmstadt Hbf – Darmstadt Nord – Darmstadt-Kranichstein – Messel – Dieburg – Altheim (Hess) – Hergershausen – Babenhausen (Hess) – Stockstadt (Main) – Mainaschaff – Aschaffenburg Hbf Stand: Fahrplanwechsel Dezember 2021 | 25/35 min (wochentags) 60 min (Wochenende)                  | HLB Hessenbahn |
| RE 85 | Odenwaldbahn: Frankfurt (Main) Hbf – Frankfurt (Main) Süd – Offenbach (Main) Hbf / (Frankfurt (Main) Ost – Maintal Ost → Hanau West →) – Hanau Hbf – Hainburg-Hainstadt – Seligenstadt (Hess) – Babenhausen (Hess) – Groß-Umstadt Mitte – Groß-Umstadt Wiebelsbach – Höchst (Odenw) – Bad König – Michelstadt – Erbach (Odenw) Stand: Fahrplanwechsel Juni 2022                                                             | 60 min (Frankfurt–Babenhausen) 120 min (Babenhausen–Erbach) | VIAS           |
| RB 86 | Odenwaldbahn: Hanau Hbf – Hanau-Klein Auheim – Hainburg-Hainstadt – Seligenstadt (Hess) – (Mainhausen-Zellhausen –) (zweistdl.) Babenhausen (Hess) – Babenhausen Langstadt – Groß-Umstadt Klein-Umstadt – Groß-Umstadt Mitte – Groß-Umstadt Wiebelsbach Stand: Fahrplanwechsel Juni 2022 | 60 min                                                      | VIAS           |

In der Regel gibt es zur vollen Stunde gute Umsteigemöglichkeiten zwischen den einzelnen Zügen der RB-Linien, dies betrifft allerdings nicht die Züge der RE-Linie auf der Odenwaldbahn.

### Busverkehr
Babenhausen ist zudem ein wichtiger Knotenpunkt des städtischen und regionalen Busverkehrs.
Außer den innerstädtischen Verbindungen und Verbindungen in die Ortsteile gibt es Linien nach Rodgau, Schaafheim, Großostheim, Aschaffenburg und Kleinwallstadt.

## Ausbau

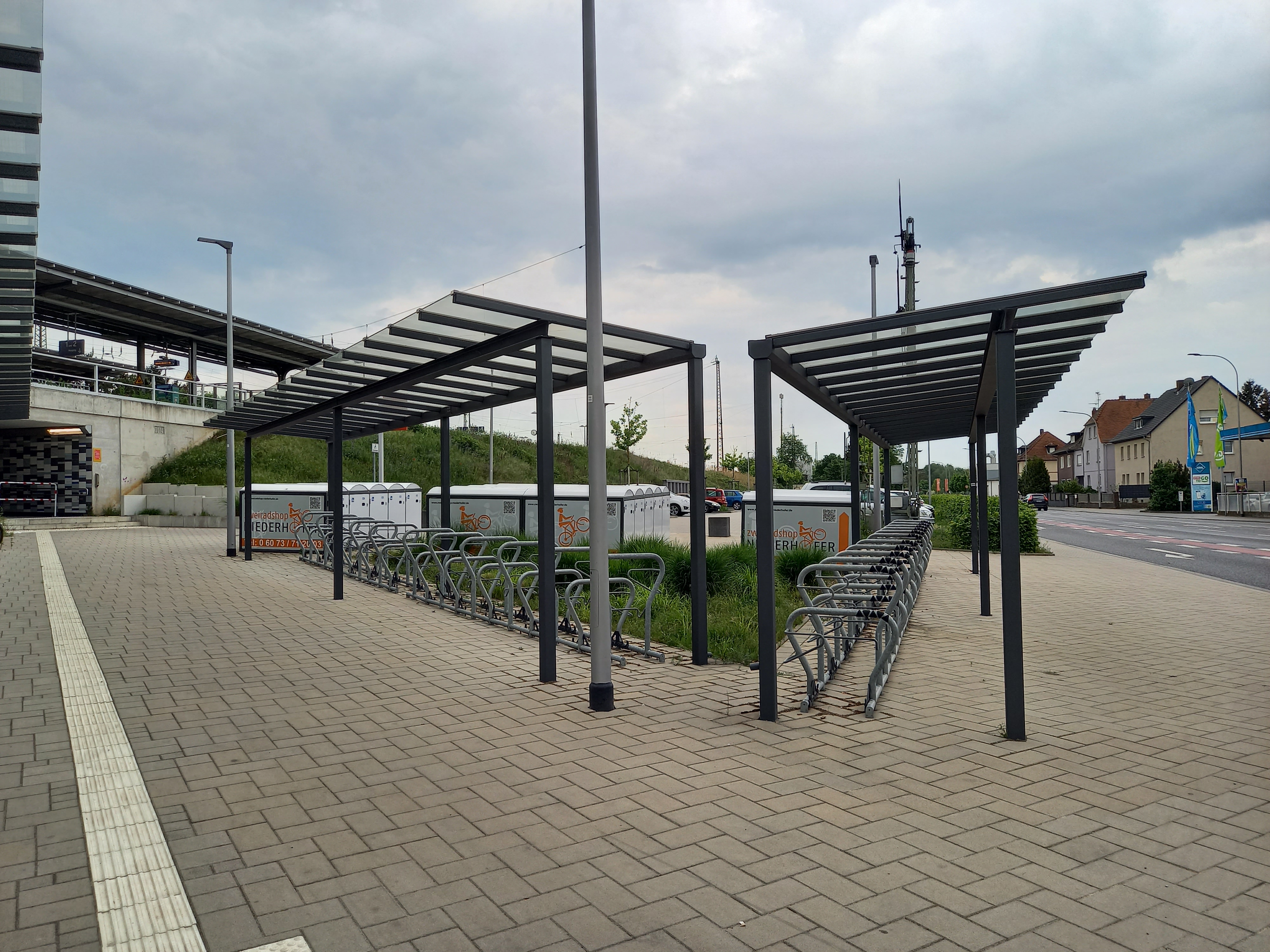
Die neue Parkfläche

Zusätzlich zu der Park+Ride-Anlage nördlich der Gleise wurde südlich an der B 26 eine weitere erstellt, hierzu wurde von der Fußgängerunterführung aus ein Durchstich erstellt. Der Vorplatz verfügt über keine Dauerparkplätze mehr, stattdessen wurde an der Hermann-Stotz-Straße ein neuer Parkplatz gebaut.